# Interfază

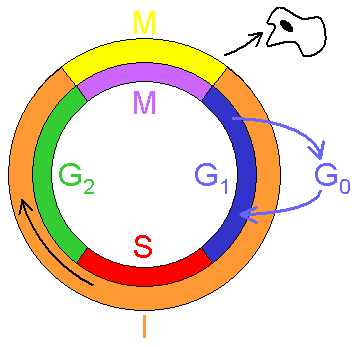
Interfaza

Interfaza reprezintă prima etapă a ciclului celular ce precede cea de-a doua fază, diviziunea. Au loc procese de replicație (sinteza de ADN și dublarea cantității de ADN), transcriere sau transcripție (sinteza de ARN), translație (sinteza de proteine).

## Perioade
Interfaza are trei perioade: 
1. G1 (faza de gol sintetic-1, presintetică). În acest stadiu nu se sintetizează substanțe însă au loc acumulări masive de energie necesare mai târziu. În timp ce acest stadiu avansează, are loc „împachetarea”, când filamentul de cromatina se spiralizează în jurul unor proteine, cromatina transformându-se în cromozomi dispuși în perechi (2n). Celula va crește în dimensiuni, va sintetiza acid ribonucleic și proteine, pregătind materiale pentru replicarea ADN.
2. S (stadiul de sinteză). Aici se sintetizează masiv nucleoproteine ce dau naștere la un nou lanț ADN, astfel materialul genetic se dublează după modelul semiconservativ. Astfel, are loc replicarea macromoleculei de ADN.
3. G2 (faza de gol sintetic-2, postsintetică). Acum, nucleul și-a dublat volumul și sintetizează enzime (acumulează factori enzimatici) necesare în procesul de diviziune celulară propriu-zisă.
4. G0: există celule care ies din ciclu celular și intră perioadă mai scurtă sau permanentă de odihnă numită G0.

În interfază, cromozomii sunt despiralizați și decondensați sub forma unor filamente de cromatină. Astfel, aceștia nu se pot observa la microscop.
Abateri: celula neuronala nu prezinta centrozom si iese inafara ciclului celular deoarece nu se mai divide.